# Babouchkinski
Babouchkinski (Муниципальный округ Бабушкинский) est un district municipal de la ville de Moscou, capitale de la Russie, dépendant du district administratif nord-est.

## Histoire
Au XIXe siècle, se trouvait ici (dans la région de l'actuelle rue Tchitchérine) le hameau de Filino. Dans les années 1900-1910, les terres près de Filino appartenaient à la famille Richter. Le père du pilote Babouchkine travaillait comme plombier dans le domaine des Richter. Le futur pilote lui-même surveillait l'état de la machine des Richter, et c'est précisément ici, dans les environs de Filino, que le pilote a développé son intérêt pour la technique. Les Richter ont créé un parc sur les rives de la Iaouza, qui est devenu connu sous le nom de parc du domaine des Richter. Dans l'annuaire de 1913 «Losinoostrovskaïa et ses environs», les noms de Richter et Filino sont mentionnés comme l'une des localités près de la gare de Losinoostrovskaïa. La zone à l'est de Filino a été lotie pour les futures datchas de Losinoostrovsk dans les années 1910-1920, tandis que le hameau lui-même a disparu à la même époque. Sur le territoire même de Filino, une école a été organisée à l'époque soviétique. Au moment de l'intégration de Babouchkine à Moscou, le territoire de l'ancien Filino est devenu la partie ouest de la ville, connue sous le nom de camp de chantier des métrostroïevtsy, ou simplement Polevoï gorodok (Camp de chantier). Le camp de chantier était séparé du parc du domaine des Richter, déjà envahi par la végétation et retourné à l'état sauvage, par une voie ferrée de service construite dans les années 1930.
En 1925, le village de Losinoostrovskaïa est devenu la ville de Losinoostrovsk, et en 1939, elle a été renommée Babouchkine en l'honneur du pilote polaire M.S. Babouchkine, né près du village.
L'histoire de la ville (et non du district) de Babouchkine est également liée au nom de la Héroïne de l'Union soviétique Jenia Roudneva. Une des rues du district porte son nom, et un monument à la courageuse aviatrice a été érigé au début de cette rue.
En 1960, lors de la construction de l'anneau routier de Moscou (MKAD), la ville de Babouchkine a été intégrée à Moscou. Le district a connu une construction massive de logements entre 1965 et 1990 environ. Dans ses limites actuelles, le district de Babouchkinsky existe depuis août 1991, après la division de Moscou en districts administratifs et la création de districts plus petits qu'auparavant[4].

Le district moderne de Babouchkinsky n'est qu'une partie (le centre) de l'ancien district de Babouchkinsky, qui existait avant 1991 sur le site de la ville de Babouchkine. Les autres parties de l'ancien district de Babouchkinsky sont aujourd'hui des districts distincts, portant les noms de Iaroslavski (est), Sviblovo (sud) et Losinoostrovskyi (nord).

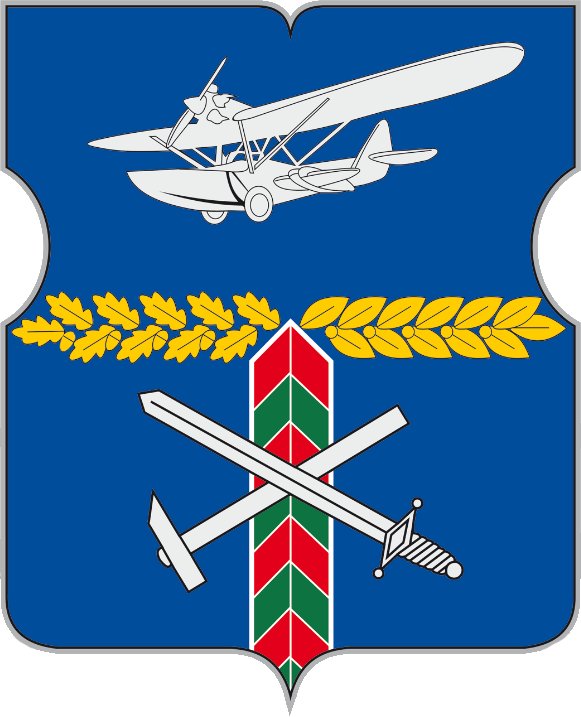
Armes du district
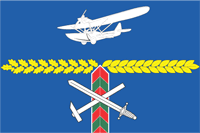
Drapeau du district